# 앨런 존스 (배우)

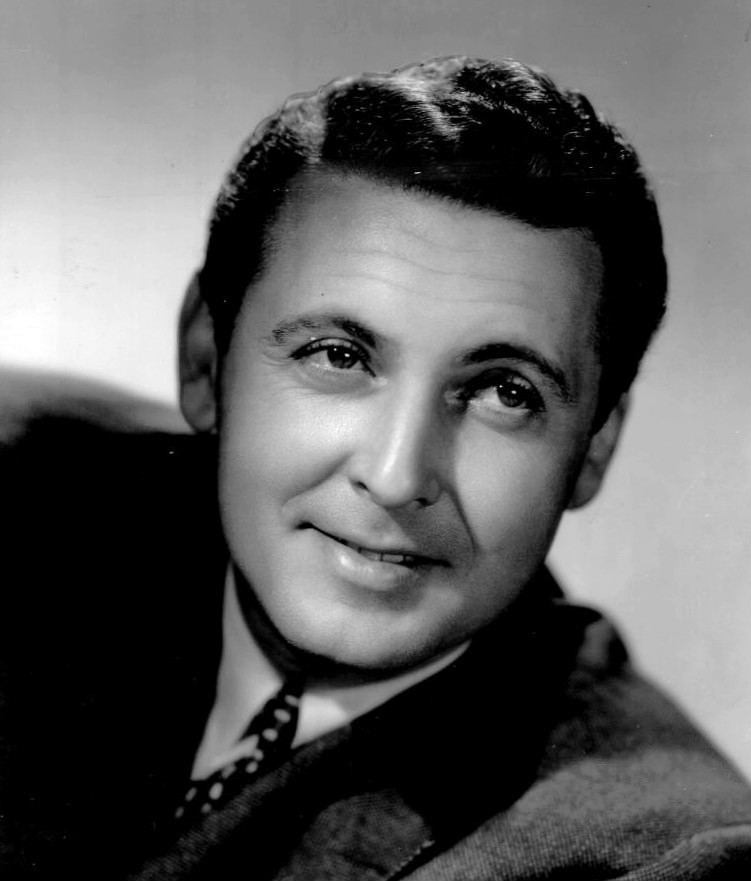

앨런 존스(Allan Jones, 1907년 10월 14일 ~ 1992년 6월 27일)는 미국의 배우이자 테너이다.
펜실베이니아주 올드포지에서 태어나 스크랜튼 주변에서 자랐다. 센트럴고등학교를 졸업했다.
84세의 나이로 1992년 6월 뉴욕의 레녹스 힐 병원에서 폐암으로 사망했다.

## 참여 작품
- 오페라의 밤
- 쇼 보트 (1936년 영화)
- 경마장의 하루